# Андреевская волость (Миусский округ)
Андре́евская во́лость — историческая административно-территориальная единица Миусского, затем Таганрогского округа Области Войска Донского с центром в слободе Андреевка.
По состоянию на 1873 год состояла из 3 слобод и 3 посёлков. Население — 3672 человек (1835 мужского пола и 1837 — женского), 533 дворовых хозяйства и 6 отдельных домов.
Крупнейшие поселения волости:
- Андреевка — слобода у реки Глухая в 140 верстах от окружной станицы и за 20 верст от Есауловской почтовой станции, 498 человек, 67 дворовых хозяйств и 2 отдельных дома, в хозяйствах насчитывалось 21 плуг, 116 лошадей, 105 пар волов, 407 овец;
- Приют — слобода у реки Глухая в 140 верстах от окружной станицы и в 20 верстах от Есауловской почтовой станции, 306 человек, 46 дворовых хозяйств;
- Алексеево-Леонов-Чистяково — слобода у реки Ореховая в 130 верстах от окружной станицы и за 27 верст от Есауловской почтовой станции, 1570 человек, 214 дворовых хозяйств и 3 отдельных дома;
- Орехово — посёлок у реки Ореховая в 133 верстах от окружной станицы и за 23 версты от Есауловской почтовой станции, 189 человек, 45 дворовых хозяйств;
- Хрустальное — посёлок у реки Хрустальная в 150 верстах от окружной станицы и за 18 верст от Есауловской почтовой станции, 578 человек, 94 дворовых хозяйства;
- Малопокровское — посёлок у реки Миус в 144 верстах от окружной станицы и за 20 верст от Есауловской почтовой станции, 424 человека, 66 дворовых хозяйств и 1 отдельный дом;
- Петровское — посёлок в 135 верстах от окружной станицы и за 20 верст от Есауловской почтовой станции, 7 человек, одно дворовое хозяйство.

Старшиной волости в 1905—1912 годах был Иосиф Викторович Вертиев.